# Castiglione della Pescaia
Castiglione della Pescaia là một đô thị (comune) ở tỉnh Grosseto, vùng Toscana của Ý. Đô thị Castiglione della Pescaia có diện tích 209,28 km², dân số thời điểm 31 tháng 5 năm 2005 là 7409 người.
Castiglione della Pescaia có các đơn vị dân cư sau:
Castiglione della Pescaia giáp với các đô thị: